# 36
| [ Edytuj tabelę ] |                         |
| Król Armenii      | - 35 Mitrydates 37      |
| Cesarz Chin       | - 25 Guangwudi 57       |
| Władca Korei      | - 18 Daemusin 44        |
| Król Mauretanii   | - 23 Ptolemeusz 40      |
| Król Nabatei      | - 9 p.n.e. Aretas IV 40 |
| Papież            | - 33 Piotr Apostoł 67   |
| Król Partów       | - 8 Artabanus II 40     |
| Cesarz Rzymu      | - 14 Tyberiusz 37       |
| Król Tracji       | - 19 Remetalkes II 38   |

Rok 36 / XXXVI
stulecia: I wiek p.n.e. ~
I wiek ~
II wiek

lata: 26 «
31 «
32 «
33 «
34 «
35 «
36
» 37
» 38
» 39
» 40
» 41
» 46

## Wydarzenia
Cesarstwo Rzymskie
- Poncjusz Piłat odwołany ze stanowiska prefekta Judei, zastąpił go Marcellus.
- Józef Kajfasz usunięty przez prokonsula Lucjusza Witeliusza z funkcji arcykapłana Judei, arcykapłanem został Jonatan syn Annasza.

Azja
- Chiński cesarz Han Guangwudi zdobył Syczuan.

## Zmarli
- 26 grudnia – święty Szczepan, pierwszy męczennik chrześcijański. (lub w 33)
- Tigranes V, król Armenii.